# Estación Pan de Azúcar (Tarapacá)
Pan de Azúcar fue una estación de ferrocarril que se hallaba cerca de la oficina salitrera homónima en la actual comuna de Pozo Almonte en la Región de Tarapacá de Chile. Fue detención tanto del Longitudinal Norte y el Ferrocarril de Iquique a Pintados y actualmente se encuentra inactiva.

## Historia
La estación fue construida en los años 1920 como parte de las obras del Ferrocarril de Iquique a Pintados, que entraron en funcionamiento en noviembre de 1928.
La estación aparece consignada tanto en mapas oficiales de 1929, sin embargo no es mencionada en mapas de 1944 y 1961, lo que da cuenta de su actividad de manera intermitente o su cierre en décadas posteriores.
La estación dejó de prestar servicios oficialmente cuando finalizó el transporte de pasajeros en la antigua Red Norte de la Empresa de los Ferrocarriles del Estado en junio de 1975. Las vías del Longitudinal Norte fueron traspasadas a Ferronor y privatizadas, mientras que la estación fue abandonada.